# Australobolbus laevipes
Australobolbus laevipes is een keversoort uit de familie mesttorren (Geotrupidae). De wetenschappelijke naam van de soort werd in 1904 gepubliceerd door Thomas Blackburn.